# Big West
株式會社Big West（日語：株式会社ビックウエスト）是日本一家廣告代理商，以贊助主導超時空要塞系列作品聞名。

## 概要
1973年，讀賣廣告社營業課出身的大西良昌自行創業，社名取自其「大西」姓氏，意味「往廣大西方去」（GO BIGWEST）。在中國大陸及台灣皆採「大西部股份有限公司」名義註冊商標。
目前子公司Big West Frontier為執行業務單位，對外統由Big West代表出面處理。

## 沿革
- 1973年9月，株式會社Big West創立。
- 1982年，贊助並主導《超时空要塞》製作，從此展開動畫版權管理業務。
- 1992年5月，音樂著作權管理部門獨立為Big West音樂出版株式會社。
- 1997年2月，廣告代理部門獨立為株式會社Big West Ad。
- 2008年10月，在電視動畫《超时空要塞Frontier》播畢後，另立株式會社Big West Frontier承繼Big West Ad業務[註 2]。

## 關係企業
- 株式會社Big West Ad（Big West Advertising Co., Ltd.，BWA）
- 株式會社Big West Frontier（Big West Frontier Co., Ltd.，BWF）
- Big West音樂出版株式會社（Big West Music Publishing Co., Ltd.）

## 外部連結
- Big West Frontier （页面存档备份，存于）